# Mondfinsternis vom 19./20. Februar 599 v. Chr.

Verlauf der Mondfinsternis (Quelle:NASA)

Die Mondfinsternis vom 19./20. Februar 599 v. Chr. (-598 nach astronomischer Zeitrechnung) ist in einer babylonischen Keilschriftnotiz überliefert und gehört zu der Gattung der ACT-Texte. Der im julianischen Kalendersystem angegebene 19./20. Februar 599 v. Chr. entspricht in Umrechnung auf den heutigen gregorianischen Kalender dem 13./14. Februar des Jahres 599 v. Chr. Heute befindet sich die Keilschrifttafel BM 38462 im British Museum zu London.
Besondere Bedeutung erlangte diese Aufzeichnung unter anderem durch ihren Bezug auf den babylonischen König Nabu-kudurri-usur II. und sein fünftes Regierungsjahr, in welchem der Schaltmonat Ululu II ausgerufen wurde. Die Mondfinsternis konnte in Babylonien in voller Länge beobachtet werden, da sie dort kurz nach Mitternacht am 20. Februar einsetzte. In Nordamerika war die Mondfinsternis nicht sichtbar, da sie in jener Region in der Mittagszeit des 19. Februar stattfand; dagegen war sie in Japan  bis zur Maximumphase beobachtbar, da sie dort in den frühen Morgenstunden des 20. Februar begann.

## Erste Übersetzungen
Der Assyriologe Johann Strassmaier sowie die Astronomen Josef Epping und Franz-Xaver Kugler begannen zuerst mit der Übersetzung des babylonisch-astronomischen Keilschrifttextes. 
Die damaligen herausragenden Forschungsleistungen wurden unter anderem von Otto Neugebauer fortgeführt. 1955 erschien das dreibändige Standardwerk Astronomical cuneiform Texts - Babylonian ephemerides of the Seleucid period for the motion of the sun, the moon, and the planets, das bis heute noch immer die Grundlage der babylonischen Astronomiegeschichte bildet.

## Babylonischer Text
Bei dem erwähnten astronomischen Ereignis handelte es sich um eine partielle Mondfinsternis, die aufgrund der Angaben im Keilschrifttext genau zu datieren war. Durch Überprüfung mit anderen historischen Finsternissen wurde festgestellt, dass die historischen Datierungen von den zurückgerechneten Werten abweichen. Die entsprechende Zeitdifferenz wird als „ΔT“ bezeichnet. 
Unter Berücksichtigung des ΔT begann die Mondfinsternis in Babylonien etwa um 0:45 Uhr des 20. Februar 599 v. Chr. und erreichte gegen etwa 3:10 Uhr ihr Maximum. Die babylonische Keilschrifttafel ist stark beschädigt, weshalb nicht alle Daten erhalten geblieben sind:

„[Nabu-kudurri-usur II. 5. Jahr]: Monat Ululu II war vergangen. [Elfter Monat (Šabatu)], fünf Monate (danach), 105 UŠ (105 deg; etwa 420 Minuten) nach Sonnenuntergang [...] fiel, im Süden fiel [...].“